# Umjetno jezero
Umjetno jezero je jezero nastalo djelovanjem čovjeka.
Rezervoar (francuski: réservoir) je umjetno jezero stvoreno potapanjem područja iza brane. Neka od najvećih svjetskih jezera čine rezervoari. Umjetna jezera također mogu biti namjerno napravljena iskopavanjem ili potapanjem otvorenih rudnika.
Za gradnju brana geodeti moraju pronaći riječne doline koje su duboke i uske; bočne strane doline tada mogu imati ulogu prirodnih zidova. Najbolje mjesto za gradnju brane mora se odrediti. Ako je potrebno, ljudi i/ili povijesna nalazišta moraju biti premještena, npr. hramovi Abu Simbela koji su preseljeni prije gradnje Asuanske brane koja je stvorila Nasserovo jezero.

## Vodoprivredni sustavi za hidroelektrane
Način gradnje hidroelektrane ovisi o prirodnim uvjetima. Hidroelektrane se razlikuju od ostalih vrsta elektrana jer se proizvodnja električne energije ne može slobodno planirati, dosta ovise o prirodnim čimbenicima. Ako se želi graditi umjetno jezero velikog obujma, kao dio neke hidroelektrane ili vodoprivrednog sustava, to se ne može učiniti na onom mjestu gdje za to nema prirodnih uvjeta.
Kad je započelo iskorištavanje energije vodotoka za proizvodnju električne energije prije 100-tinjak godina, gradile su se hidroelektrane na povoljnom dijelu vodotoka, nastojeći pronaći optimalno rješenje za tu hidroelektranu, bez energetskog iskorištenja ostalih dijelova vodotoka i potrebe drugih korisnika voda (navodnjavanje, vodoopskrba i slično). Kasnije je, međutim, shvaćeno da se hidroelektrane moraju uklopiti u vodoprivredni sustav, što znači da se mora proučiti upotreba voda na cijeloj duljini vodotoka i tražiti optimalno rješenje za energetiku i druge privredne grane (poljoprivreda, industrija, vodoopskrba, turizam), za zaštitu od poplava i za zaštitu okoliša. 
Smatra se da nema racionalnog iskorištavanja vode i zaštite od nje, ako se ne grade hidroelektrane, jer proizvodnja električne energije čini svaki zahvat na vodotoku ekonomski isplatljivim. Način iskorištavanja umjetnog jezera ovisi o potrebama svih korisnika voda, a ublaženje velikih oscilacija protoka pri vršnom radu hidroelektrana, postiže se kompenzacijskim bazenima i uporabu posljednje hidroelektrane na vodotoku kao temeljne elektrane.

### Injekcijske zavjese
Zavjesa se sastoji od dubokih injekcija ispod temelja brane i njenih bokova, ubrizganih s ciljem da se spriječi procjeđivanje i odlazak vode iz umjetnog jezera. Zavjesa se obično produžuje do nepropusnih slojeva, ako se ovi nalaze na dohvatnoj dubini, ali može biti i lebdeća, kao što je na brani Peruća. Dubina zavjese redovno ne prelazi visinu brane, ali u propustljivim terenskim uvjetima može dostići i trostruku visinu brane. Dužina zavjese utvrđuje se prethodnim sondažnim bušenjem terena i ispitivanjem njegove propustljivosti. 
Tereni u kojima gubitak vode po dužinskom metru bušotine ne prelazi 1 L/(s x m), na 10 bara tlaka vode, smatraju se praktično nepropusnim za vodu. Za brane visine manje od 30 metara, ovaj kriterij se ublažuje do 3 l/(s x m), na 10 bara tlaka vode. Potreban utrošak injekcione smjese utvrđuje se praktičnim injekcionim poljem na mjestu brane. Isto tako, utvrđuje se potreban razmak bušotina, koji se kreće od 2 do 5 metara.
Injektiranje se danas izvodi pod tlakom do 60 bara, a on se za svaki slučaj mora utvrditi prema stvarnim uvjetima na terenu. Zavjesa može biti jednoredna, dvoredna ili troredna. Danas se teži da bude najviše dvoredna, kako bi se prije završili radovi. Za manje propusne stijene iznosi utrošak suhe tvari za injektiranje svega nekoliko kilograma, a za vrlo propusne, vapnenačke stijene penje se do nekoliko stotina kilograma. Na brani Peruća on iznosi 300 kg/m. 
Za injektiranje se upotrebljavaju čiste cementne smjese, cement s pijeskom, cement s glinom, s bentonitom, vodeno staklo i drugi kemijski spojevi, zavisno o stupnju naprslosti sredine i karakteru prslina. Bentonit i vodeno staklo sprječavaju da u vrlo šupljikavim stijenama smjesa nepotrebno odlazi u širinu, što bi poskupilo radove. Po položaju, injekcije mogu biti vertikalne ili kose, što ovisi o uslojenosti terena. 
Zavjesa se može injektirati ili prije početka radova na iskopu temelja, što zahtijeva veliku dužinu jalova bušenja, ili nakon dovršenja radova na iskopu, ili pak nakon betoniranja najdonjih slojeva brane, kada se stvori potreban nadsloj, što sprječava odizanje pojedinih slojeva. Zavjesa se obično nalazi s uzvodne strane ispod temelja. Time se ujedno smanjuje uzgon, što je za gravitacione brane veoma važno. 
Nakon završetka izrade zavjese i betoniranja donjih dijelova brane, vrši se vezno injektiranje po cijeloj površini temelja, da bi se brana sa stijenom povezala u monolit; dubina ovih injekcija obično ne prelazi 2 do 5 metara. Injektiranje se sprovodi bilo iz kontrolnog hodnika ili s nizvodnog lica brane. Prema dosadašnjem iskustvu potrebno je na svakih 4 do 7 m2 površine temelja jedna bušotina. Ove injekcije ujedno služe za poboljšanje kvalitete stijena koja je miniranjem bila oštećena pri iskopu. Lučne brane zahtijevaju injektiranje duž cijelog perimetra brane; normalno je potrebno da se obavi i konsolidacijsko injektiranje ispod cijele širine njihova temelja, da bi se poboljšao kvalitet i smanjile deformacije podloge. Dubina ovih injekcija iznosi najmanje polovinu širine temelja.

## Popis najvećih umjetnih jezera
Jezero Volta u zapadnoj Africi pokriva oko 8500 km². Jezero Mead najveće je sjevernoameričko umjetno jezero, koje je stvoreno Hooverovom branom, a građeno je od 1931. do 1935. godine u vrijeme predsjednika Franklina D. Roosevelta. Lokka je najveće sjevernoeuropsko umjetno jezero veličine 417 km2. Umjetno jezero Samara ili Kujbiševsko umjetno jezero (ruski: Куйбышевское водохранилище́) s površinom 6450 km² (volumena 57,3 km³) najveće je europsko umjetno jezero i treće u svijetu, stvoreno branom hidrocentrale Žiguli, građenom od 1950. do 1957. godine.

### Najveća umjetna jezera prema površini
Deset najvećih umjetnih jezera prema površini u svijetu su:
1) umjetno jezero Volta (8 482 km2, Gana)
2) umjetno jezero Smallwood – HE Churchill Falls (6 527 km2, Kanada)
3) umjetno jezero Samara (6 450 km2, Rusija)
4) umjetno jezero Kariba (5 580 km2, Zimbabve / Zambija)
5) umjetno jezero Bukhtarma (5 490 km2, Kazahstan)
6) umjetno jezero Bratsk (5 426 km2, Rusija)
7) umjetno jezero Nasser – Asuanska brana (5 248 km2, Egipat / Sudan)
8) Rybinsko umjetno jezero (4 580 km2, Rusija)
9) umjetno jezero Caniapiscau (4 318 km2, Kanada)
10) umjetno jezero Guri – HE Guri (4 250 km2, Venezuela)

### Najveća umjetna jezera prema obujmu
Devet najvećih umjetnih jezera prema obujmu u svijetu su:
1) umjetno jezero Kariba (180 km3, Zimbabve / Zambija)
2) umjetno jezero Bratsk (169 km3, Rusija)
3) umjetno jezero Nasser – Asuanska brana (157 km3, Egipat / Sudan)
4) umjetno jezero Volta (148 km3, Gana)
5) umjetno jezero Manicouagan (142 km3, Kanada)
6) umjetno jezero Guri – HE Guri 135 km3, Venezuela)
7) umjetno jezero Williston (74 km3, Kanada)
8) umjetno jezero Krasnojarsk – HE Krasnojarsk (73 km3, Rusija)
9) umjetno jezero Zeja (68 km3, Rusija)

### Najveća umjetna jezera u Europi (po površini)[8]
Deset najvećih jezera prema površini u Europi su:
1) umjetno jezero Kujbiševsko (Samara) (6 450 km2, Volga, Rusija)
2) umjetno jezero Rybinsko (4 550 km2, Volga, Rusija)
3) umjetno jezero Volgogradsko (3 500 km2, Volga, Rusija)
4) umjetno jezero Donjekamsko (2 850 km2, Kama, Rusija)
5) umjetno jezero Cimljansko (2 320 km2, Don, Rusija)
6) umjetno jezero Čeboksarsko (2 295 km2, Volga, Rusija)
7) umjetno jezero Kremenčugsko (2 250 km2, Dnjepar, Ukrajina)
8) umjetno jezero Kahovsko (2 160 km2, Dnjepar, Ukrajina)
9) umjetno jezero Saratovsko (1 950 km2, Volga, Rusija)
10) umjetno jezero Gorgovsko (1 500 km2, Volga, Rusija)